# Peter Stevens
Peter Stevens (1945) è un designer britannico, uno dei più noti designer automobilistici britannici del Novecento.

## Biografia

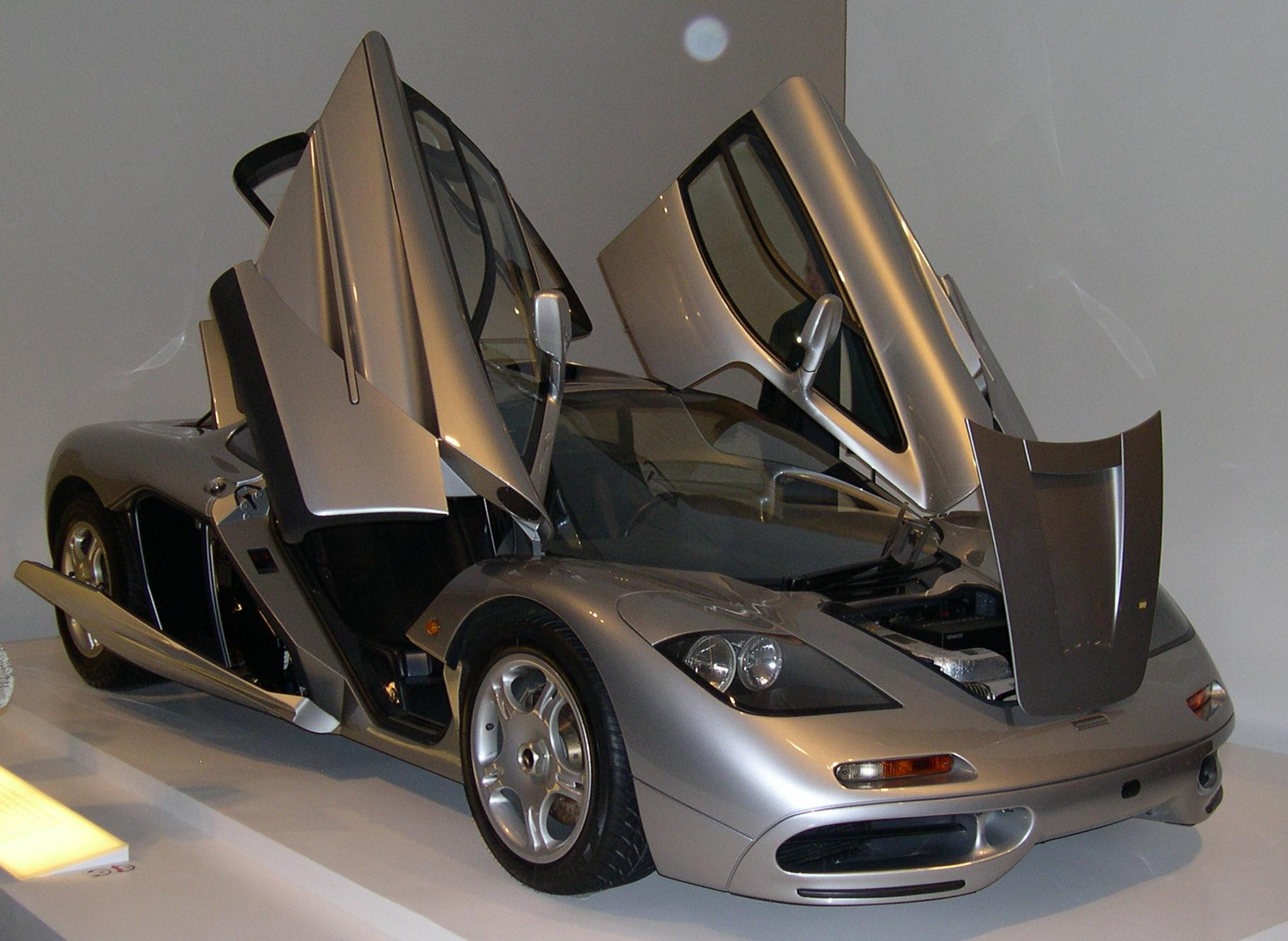
La McLaren F1 del 1996, una delle realizzazioni più note di Peter Stevens

Nasce da una genitori dediti alle arti figurative, mentre un suo zio era giornalista specializzato in motori. Tale cocktail di passioni si fuse e prese forma in maniera inequivocabile nella mente del giovane Peter, il quale, dopo la scuola dell'obbligo, frequentò la St. Martin's School of Art dove si formò come scultore e pittore. 

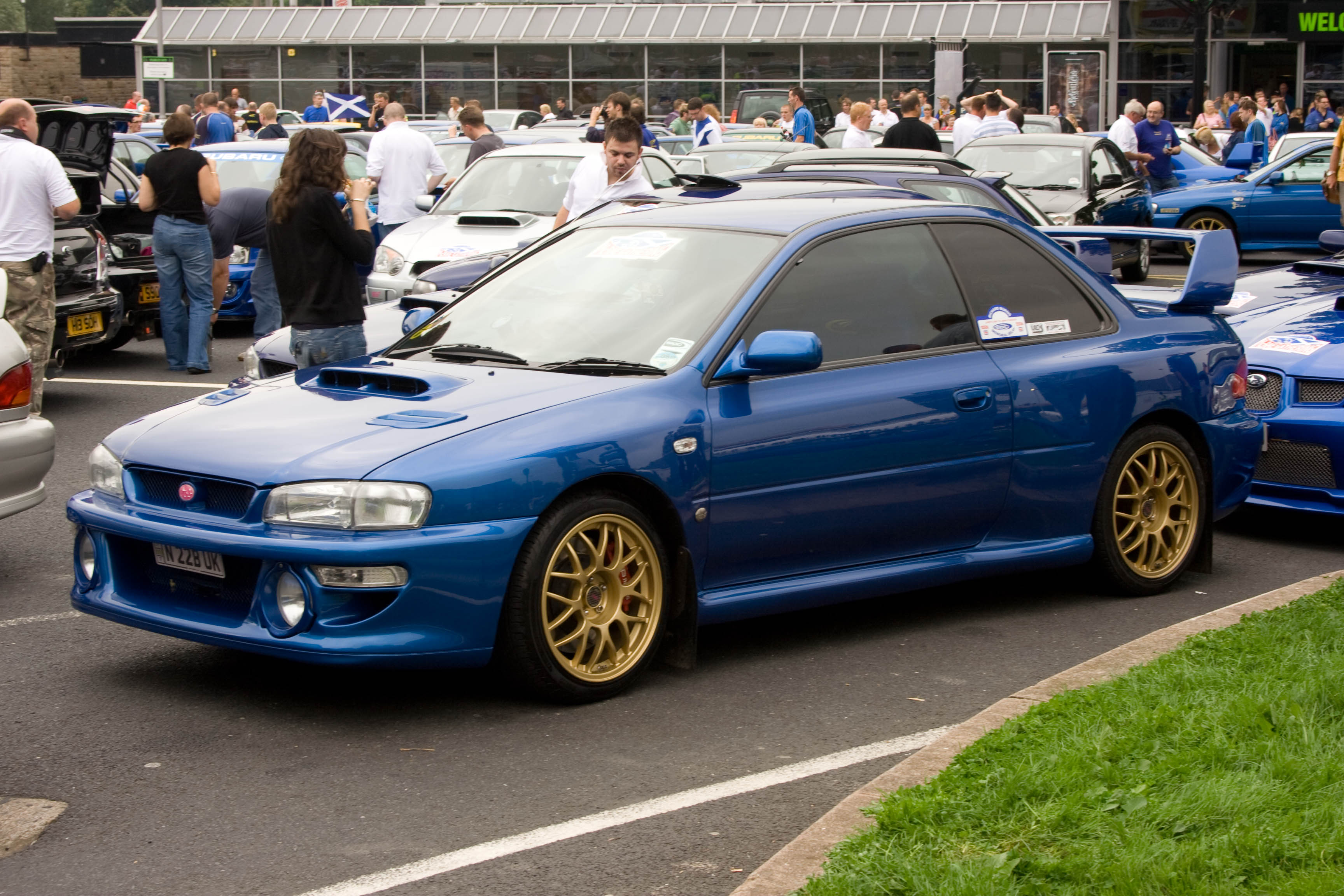
Subaru Impreza 22B STi realizzata dal designer inglese

In seguito frequentò il Royal College of Art, dove conseguì alla fine anche un master in design, al termine del quale intraprese la carriera di docente in design, esperienza che fece parte di una più lunga collaborazione con l'università dove si formò.
Ma già poco tempo dopo i risultati ottenuti come studente, si affacciò al mondo del design automobilistico, cominciando a collezionare una lunga serie di collaborazioni presso alcune delle più prestigiose Case automobilistiche mondiali, tra cui la Jaguar, la BMW, la Lotus, la Subaru ed il gruppo MG Rover.
Le più significative tra queste esperienze sono state quella presso la Lotus, dove Stevens firmò la linea di modelli di successo come la Esprit e la Elan M100, quella alla Subaru, dove disegnò le famose Impreza 555 WRC, e quella presso il gruppo MG Rover, presso il quale disegnò la MG TF, la MG XPower SV e le MG ZR, ZS e ZT, basate rispettivamente sulle Rover 25, 45 e 75.

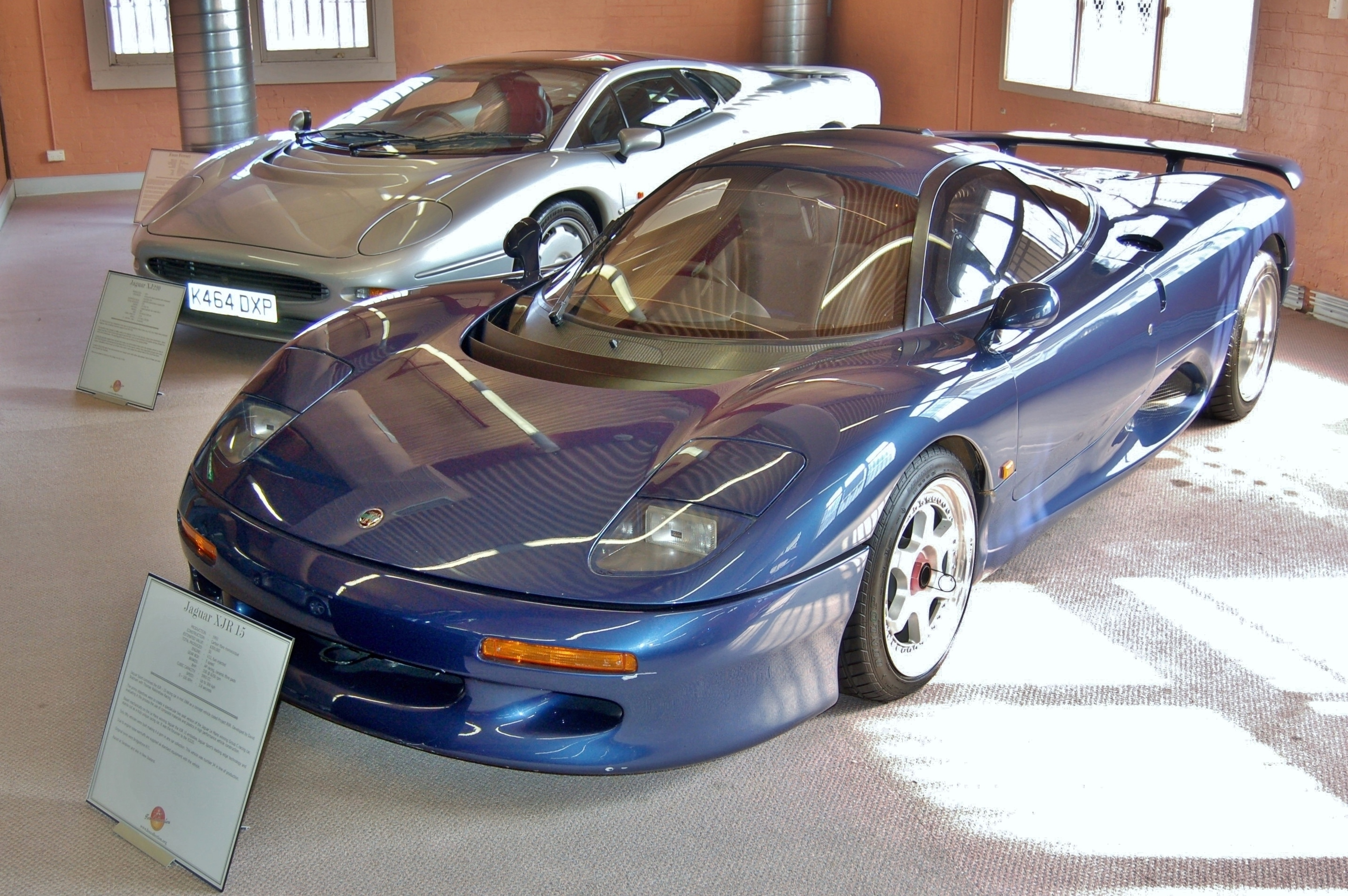
Jaguar XJR-15, una delle realizzazioni più rare

Attualmente Peter Stevens è consulente in design automobilistico presso varie aziende e marchi automobilistici, tra cui la Lotus, la Subaru e la Mahindra.

## Modelli disegnati
- Jaguar XJR-15
- Lotus Elan M100
- McLaren F1
- Lotus Esprit IV serie
- Lotus Excel
- Subaru 555 WRC, 22B STi e Impreza II restyling
- Subaru Legacy
- MG ZR, ZS, ZT e MG TF MG F
- MG XPower SV
- Rover Streetwise